# Милано, Фрэнк
Фрэнк Милано (англ. Frank Milano, при рождении Чиччо Милано (англ. Ciccio Milano); 27 февраля 1891, Сан-Роберто, Реджо-Калабрия, Италия — 15 сентября 1970, Лос-Анджелес, Калифорния, США) — италоамериканский гангстер калабрийского происхождения, был боссом семьи Кливленда (1930—1935). Бежал в Мексику, в начале 1960-х вернулся в Соединённые Штаты и поселился в Лос-Анджелесе (Калифорния), став соучастником преступного клана Коэнов и семьи Лучано.

## Ранние годы
Чиччо Милано родился 27 февраля 1891 года в деревне Сан-Роберто в итальянской провинции Реджо-ди-Калабрия в семье Пьетро и Грации (урождённой Мацца) Милано. У него был старший брат Антонио. Эмигрировал из Италии в Соединённые Штаты в 1907 году, в 1912 году был арестован по обвинению в подделке денег, но не был осуждён.

## Банда Мейфилд-роуд
Милано переехал в Кливленд в 1913 году и стал участвовать в преступной деятельности сразу после прибытия в город, присоединившись к недавно сформированной Банде Мейфилд-роуд. Он и его брат Энтони быстро сделали карьеру в банде. Фрэнк непосредственно участвовал в подделке денег, убийствах и бутлегерстве.
В числе близких соратников Милано были Джордж и Джон Ангерсолы, Альфред и Чак Полицци, а также Джон Скалиш. Фрэнк был совладельцем компании Tornello Importing Co. по импорту оливкового масла вместе с Альфредом Полицци. Милано также якобы был близок к члену Банды Мэйфилд-роуд Н. Луису «Бэйб» Трискаро, который позже стал президентом местного отделения Международного братства водителей.
К началу 1920-х годов в Кливленде сформировалась преступная семья, костяк которой состоял из выходцев из сицилийской Ликаты. Подчинив себе Банду Мейфилд-роуд, она стала доминирующей преступной организацией в Кливленде. Возглавил семью Джозеф «Большой Джо» Лонардо, разбогатевший на поставках кукурузного сахара для подпольных производителей кукурузного виски и на поставках спиртного в спикизи. С началом «сухого закона» Милано сам занялся распространением нелегальных алкогольных напитков. Он и его товарищ по мафии Луис Коэн управляли спикизи на Лексингтон-авеню в Кливленде. После того, как полиция закрыла подпольный бар в 1926 году, Милано и Коэн открыли ресторан на Хаф-авеню.
В 1927 году между Лонардо и его ближайшими соратниками, Сальваторе Тодаро и Джозефом Поррелло, произошёл конфликт. Пользуясь длительным отсутствием босса, который пять месяцев провёл у матери в Италии, Тодаро и Поррелло взяли под свой контроль более половины бизнеса Большого Джо по производству кукурузного сахара и кукурузного виски. Вернувшись, Лонардо начал восстанавливать утраченные позиции, но был убит 23 июня 1927 года по приказу Тодаро и Поррелло. Сын и племянник Большого Джо отомстили за его смерть, застрелив 11 июня 1929 года Тодаро, к тому моменту успевшему стать боссом семьи. После его смерти мафию Кливленда возглавил Джозеф Порелло, но его начал оттеснять Фрэнк Милано, который к тому времени стал главой возродившейся Банды Мэйфилд-роуд.
В 1929 году Милано познакомился с известным еврейским гангстером Мо Далицем, который занимался бутлегерством, нелегальными азартными играми и рэкетом в Детройте. Со временем они стали близкими друзьями.
Поррелло, желая подтвердить своё лидерство, потребовал, чтобы Милано вернул ему причитающиеся деньги, а также произвёл крупный денежный платёж в знак своей лояльности. Фрэнк согласился сделать это. 5 июля 1930 года Порелло и его телохранитель Сэм Тилокко отправились в принадлежавший Милано ресторан Venetian на Мэйфилд-роуд в кливлендском районе Маленькая Италия. Порелло и Тилокко расположились за столом с Милано и его партнёрами Джоном Ангерсолой, Чарльзом Коллетти и Чаком Полицци. Через несколько минут Поррелло был мёртв. Раненный Тилокко смог выбраться наружу и умер на тротуаре.
Серия убийств из мести привела к тому, что к концу «сухого закона» большинство братьев Поррелло и их сторонников были или убиты или покинули Кливленд или перешли на сторону Банды Мэйфилд-роуд. Так, Фрэнк Милано и его банда взяли под контроль преступный клан Кливленда.

## Семья Кливленда
В апреле 1931 года Сальваторе Маранцано, глава семьи Кастелламмарезе в Нью-Йорке, объявил себя «боссом боссов», решив что смерть его главного врага и конкурента Джо Массерии сделала его самым влиятельным мафиозным боссом страны. Лаки Лучано, преемник Массерии и соратник Маранцано, не хотел его контроля над преступным миром Америки и решил убить Маранцано. 21 апреля 1931 года он встретился в Кливленде с Фрэнком Милано, Мо Далицем, Меером Лански, Санто Траффиканте-старшим и эмиссаром Аль Капоне. Все пятеро согласились с планом Лучано убить Маранцано, разделить сферы влияния между ведущими семьями США и создать орган для разрешения споров между преступными кланами. После убийства Маранцано 10 сентября 1931 года титул «босс боссов» был упразднён и учреждена «Комиссия». Милано стал членом Комиссии вместе с Джозефом Бонанно, Аль Капоне, Томми Гальяно, Лаки Лучано, Винсентом Мангано и Джо Профачи.
В марте 1932 года полиция Кливленда арестовала Милано как «подозрительного человека», подозревая его в бутлегерстве и попытках завладеть рядом различных бизнесов. В апреле того же года суд отклонил обвинение, заявив, что «подозрений» недостаточно для ареста.
Фрэнк Милано и Мо Далиц стали партнёрами в Molaska Corporation, которая делала обезвоженную патоку для использования производстве спиртного. Среди других мафиози, вложившихся в Molaska Corporation были Лански, Лучано и Фрэнк Костелло. Обезвоженная патока продавалась производителям алкоголя по всей стране, что позволило Милано скопить большое состояние во время «сухого закона». Когда «сухой закон» был отменён, Далиц посоветовал Милано заняться азартными играми. Начиная с 1930 года Далиц и Милано вместе с кливлендским мафиози Томасом Дж. Макгинти открыли несколько казино (среди которых были Thomas Club и Harvard Club) и сдавали в аренду нелегальные игровые автоматы.
По словам Анджело Лонардо, он просил у Милано разрешения убить Джузеппе «Доктора Джо» Романо, которого Лонардо считал причастным к убийству своего отца, Джозефа Лонардо. Милано одобрил убийство, которое произошло 10 июня 1936 года. Сам Милано, по словам Лонардо отрицал санкционирование убийства.
Будучи членом преступного клана Кливленда, Милано жил в Акроне (штат Огайо), где активно покупал недвижимость.

## Мексика
30 января 1935 года Милано бежал в Мексику, спасаясь от судебного преследования за уклонение от уплаты подоходного налога. Поскольку управлять семьёй Кливленда из-за границы Фрэнк не мог, он ушёл с поста босса, на котором его сменил Альфред Полицци. 13 апреля 1942 года власти Мексики предоставили Милано постоянную визу.
Поселившись в городе Веракрус, Милано занимался широким спектром преступной деятельности. По словам Элвина Г. Саттона, высокопоставленного офицера правоохранительных органов Кливленда, Милано помогал депортированным из США нелегально перейти американо-мексиканскую границу.
Когда бизнесмен Уилбур Кларк в 1947 году построил в Лас-Вегасе (штат Невада) казино Desert Inn, его соинвесторами выступила группа игроков и мафиози, среди которых были Мо Далиц, Морис Клейнманн, Томас Дж. Макгинти, Луис Роткопф и Сэмми Такер. Несколько лет спустя эта группа продала часть своей доли в казино Джону Ангерсоле, Фрэнку Милано и Альфреду Полицци. Взамен семья Кливленда согласился не допустить, чтобы другие деятели организованной преступности вмешивались в деятельность казино. По данным Chicago Sun-Times в 1966 году долю Милано от прибыли казино была доставлена ему напрямую в Мехико, минуя других гангстеров, таких как Меер Лански.
Проживая в Мексике, Милано обзавёлся там недвижимостью, в частности, он владел кофейной плантацией и обширными лесными угодьями.

## Лос-Анджелес
Вернувшись в США, Милано поселился в Лос-Анджелесе (Калифорния), где стал сотрудничать с известными гангстерами Микки Коэном и Лаки Лучано. По словам владельца ночного клуба и бывшего полицейского Барни Рудицки, Милано помог Коэну спастись от убийства другими мафиози. По данным Департамента полиции Лос-Анджелеса, он владел службой, которая сообщала о результатах скачек. Используя своё богатство, Милано финансировал широкий спектр незаконной деятельности, хотя слабое здоровье удерживало его от любого активного участия в организованной преступности. Он продолжал покупать недвижимость в Лос-Анджелесе и его окрестностях, а также в Майами (Флорида), где жил Альфред Полицци, ушедший на покой в 1948 году. До самой своей смерти Фрэнк Милано считался одной из фигур «высшего эшелона» организованной преступности США.

## Смерть
Фрэнк Милано умер в Лос-Анджелесе 15 сентября 1970 года естественной смертью.

## Семья
Жена Фрэнка Милано, Мари, одно время была близкой подругой Микки Коэна.
Брат Фрэнка Милано, Антонио (1888—1978), также известный как Энтони Милано, Энтони Милана и Тони Милано, тоже был мафиозо. Много лет, с 1930 по 1976 год, он был младшим боссом (заместителем) семьи Кливленда. Сыновья Энтони Милано, Фрэнк Анджело Милано (также известный как Джон Дж. Галло), Джон Дж. Милано и Питер Джон Милано, также подозревались в членстве в организованных преступных семьях в Лос-Анджелесе.

### Комментарии
1. ↑  Джузеппе Романо по прозвищу «Доктор Джо», лицензированный врач и кливлендский гангстер, близкий к лидерам семьи Кливленда.
2. ↑  Анджело Лонардо, в 1987 году давая показания подкомитету Сената США, назвал среди покупателей «Джона Кинга», а это был псевдоним Джона Ангерсолы.[5][35]
3. ↑  Милано был в казино «молчаливым партнёром» и не имел никакого отношения к надзору за ним.[36]